# Типография (центр современного искусства)
«Типография» — негосударственный центр современного искусства в Краснодаре. В мае 2022 года прекратил свое существование после того как Минюст РФ включил центр в реестр некоммерческих организаций, выполняющих функции иностранного агента.

## История
Центр был основан в 2012 году меценатом Николаем Морозом и группировкой «ЗИП» в пространстве типографии «Советская Кубань». Это основная площадка в Краснодаре и на Юге России, которая последовательно занимается развитием и популяризацией современного искусства и культуры через выставочную и образовательную деятельность. Финансовая поддержка центра осуществляется за счёт патронов.
Проекты ЦСИ «Типография» неоднократно становились номинантами и лауреатами премий и наград в области современного искусства. В 2017 году ЦСИ «Типография» стал институцией года по версии московской международной ярмарки современного искусства Cosmoscow .
В 2017 году «Типография» получила годовой грант музея «Гараж».
В 2018 году «Типография» по предложению мэра Краснодара Евгения Первышова разработала каталог арт-объектов для благоустройства города. В городе в рамках этого проекта уже установили три современных скульптуры — Draped Data Владимира Омутова, «Столпы» Виктора Линского и «Точку» Михаила Смаглюка.
В 2019 году кураторы выставки и фестиваля «Суперобложка», который прошёл в ЦСИ «Типография» осенью 2018 года  Елена Ищенко и Денис Яковлев, удостоились Инновация (премия) как лучший региональный проект .

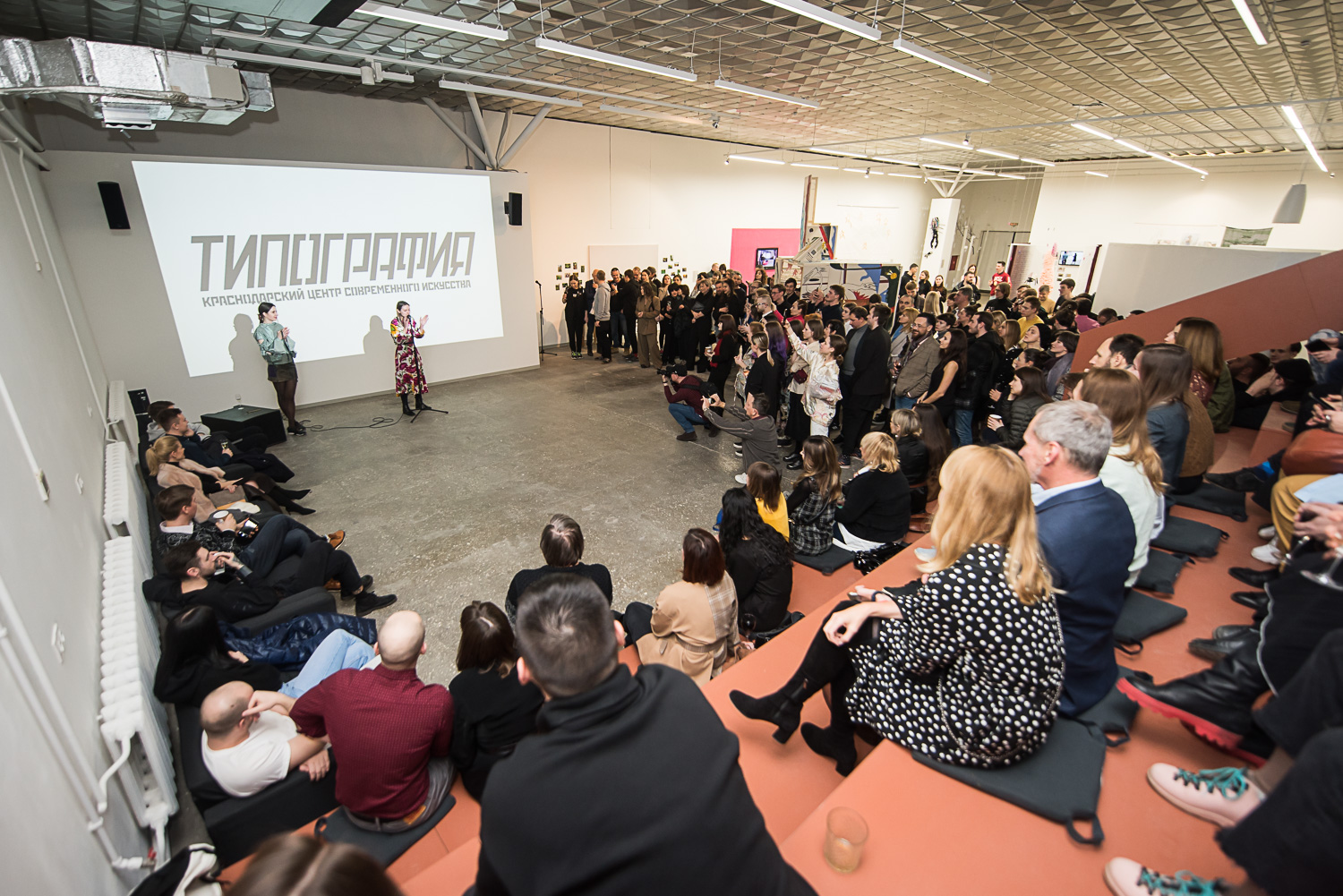
Открытие центра современного искусства «Типография» по новому адресу 9 февраля 2020

В июле 2019 года из-за повышения арендной платы ЦСИ «Типография» вынужден был покинуть пространство «Советской Кубани». С августа 2019 года ЦСИ «Типография» работал в одном из корпусов краснодарского Завода измерительных приборов (ЗИП). Официальное открытие ЦСИ «Типография» в новом пространстве состоялось 9 февраля 2020 года.

## Финансирование и организация
ЦСИ «Типография» — независимая, некоммерческая и негосударственная инициатива. Бюджет Центра складывается из пожертвований частных лиц и компаний, грантов и партнёрских средств. Основные жертвователи — это круг патронов ЦСИ «Типография», которые образуют Попечительский совет.
ЦСИ «Типография» имеет горизонтальную структуру управления, основные решения принимаются коллективом художников и кураторов. Решения Попечительского совета носят рекомендательный характер.
ЦСИ «Типография» следует принципам устойчивого развития: раздельный сбор мусора, снижение потребления электроэнергии, сокращение количества одноразовой посуды, а также информирование о необходимости экологичного образа жизни.

## Дизайн и пространство, навигация
ЦСИ «Типография» находится в одном из корпусов Завода измерительных приборов, где раньше находилась заводская столовая. Корпус был построен в 1970-е гг. и перестроен в 1990-е гг. В 2000-е в здании располагался склад и офис компании Oriflame.
Архитектурный проект ЦСИ «Типография» включал элементы реставрации и восстановления исконных элементов здания, некоторые из которых характерны для советского модернизма, — потолочных конструкций типа «Кисловодск», напольного покрытия «терраццо», отделки потолка алюминиевыми плитками. Автор архитектурного проекта — архитектор и дизайнер Полина Литвиненко.
В ЦСИ «Типография» разработан оригинальный проект навигации, где функциональные назначения пространств передаются через иконки с изображением человека-звезды. Над навигацией работали группировка ЗИП и дизайнер Лера Мацуева Архивная копия от 15 июня 2020 на Wayback Machine

## Деятельность ЦСИ

### Выставки
Ежегодно в ЦСИ «Типография» проходит 7–8 выставок — персональных и коллективных проектов с участием краснодарских, российских и зарубежных художников. Выставочная программа ЦСИ «Типография» ориентирована на развитие локальной художественной среды и сообществ, поддержку и продвижение местных художников, включение локальной художественной среды в общероссийский и международный контекст, а также исследовательские проекты.
Важная часть программы — организация первых персональных выставок художников, живущих и работающих в Краснодаре и крае, среди которых проекты Людмилы Барониной, Алины Десятниченко, Владимира Омутова, Ивана Дубяги и других. 

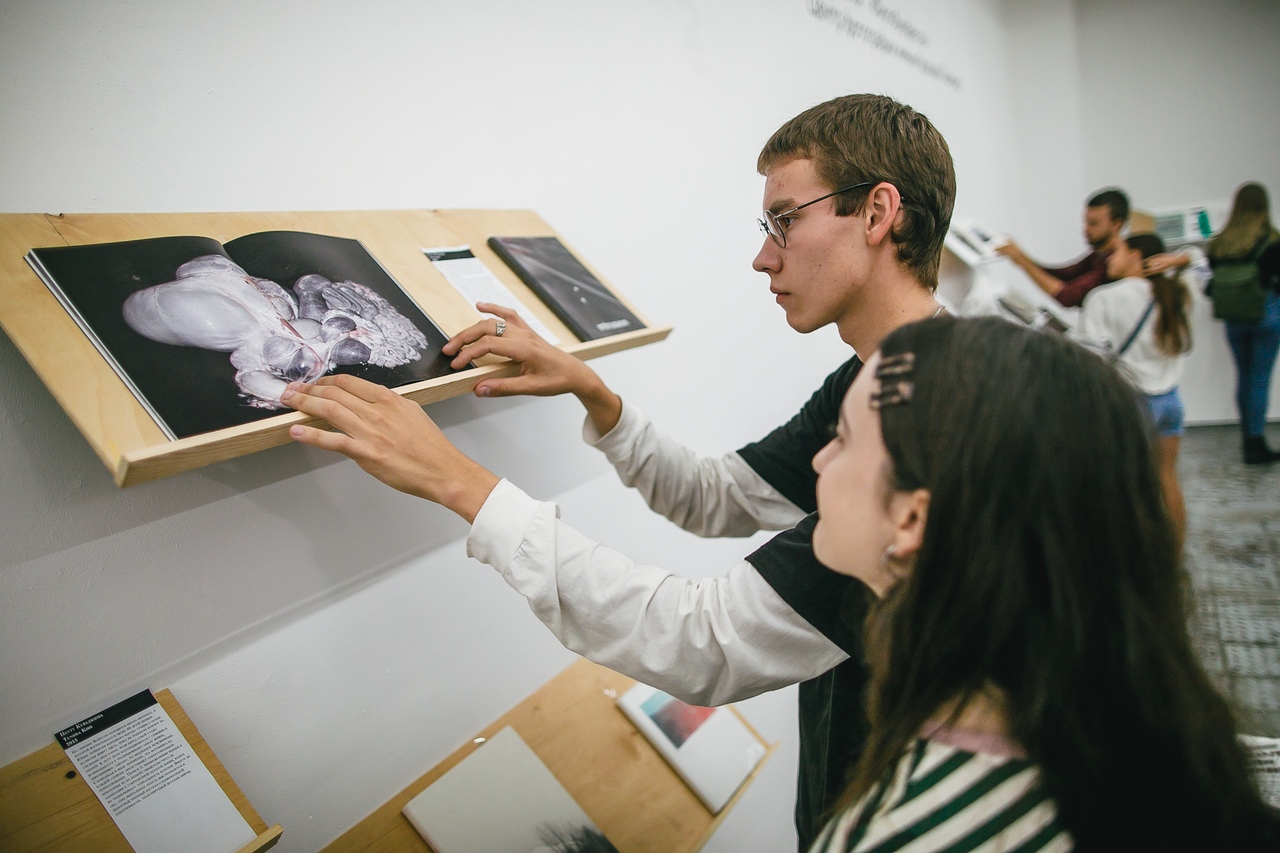
Выставка «Суперобложка»

Выставочные проекты также направлены на сотрудничество с различными институциями и фондами в России и за рубежом, формирование связей между участниками художественного сообщества в разных городах и странах, а также создания платформы для диалога и обсуждения актуальных тем.
В 2019 году Елена Ищенко и Денис Яковлев, кураторы выставки и фестиваля «Суперобложка», который прошёл в ЦСИ «Типография» осенью 2018 года, удостоились Инновация (премия) как лучший региональный проект. 

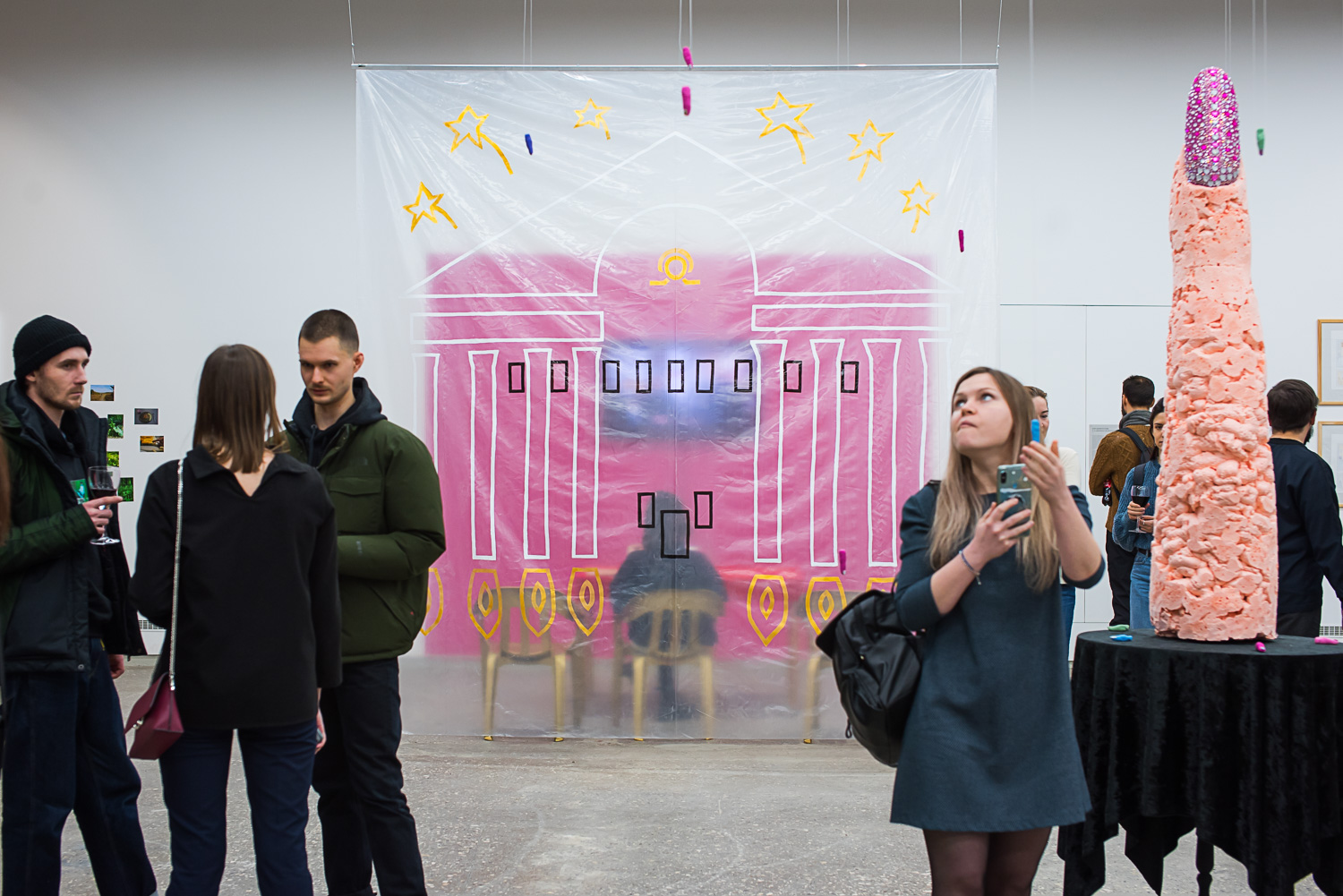
[http://typography-online.ru/2020/01/22/the_sea_is_rough_one/ Выставка «Море волнуется раз»

Первой выставкой в новом пространстве ЦСИ «Типография» стал большой проект «Море волнуется раз», который собрал 25 художников, связанных с Краснодаром и ЦСИ «Типография». Над выставкой также работали 14 кураторов — выпускников образовательного проекта «Кураторские курсы — Школа исследователей и организаторов», которые впервые состоялась в ЦСИ «Типография» в октябре 2018 года. 

### Галерея RedGift
Галерея RedGift («Красный дар») была открыта в ЦСИ «Типография» в 2015 году группировкой ЗИП и главным патроном ЦСИ «Типография», бизнесменом и меценатом Евгением Руденко. Галерея работает с локальными авторами и была создана с целью формирования арт-рынка в регионе. До 2018 года работала как отдельный выставочный зал в ЦСИ «Типография», после переезда в новое пространство существует как хранение работ с доступом по запросу и в онлайн-режиме.

### Образовательная программа

#### Детская лаборатория творчества
Детская лаборатория творчества проходит в «Типографии» в течение года и позволяет детям включиться в современное искусство через практики главных художников XX века.
Курс состоит из теоретических и практических занятий, которые призваны познакомить учеников с основными именами и художественными направлениями XX века, а также научить пользоваться различными материалами и техниками, погрузив в исторический процесс искусства через знакомство с концепциями и контекстом творчества конкретных авторов. Занятия на курсе проводятся краснодарскими художниками, среди которых — группировка ЗИП, Владимир Мигачёв, Владимир Колесников, Яна Васильева, Юлия Шафаростова и другие.
Партнёром детской лаборатории творчества регулярно становится компания «Ростелеком». Благодаря её поддержке бесплатно пройти обучение и познакомиться с современным искусством могут подопечные благотворительной организации «Синяя птица».

#### КИСИ, школа кураторов
Ключевыми образовательными проектами Центра являются КИСИ (Краснодарский институт современного искусства) и «Кураторские курсы — Школа исследователей и организаторов».
КИСИ — самопровозглашенная горизонтальная инициатива, направленная на формирование, расширение и просвещение художественного сообщества. КИСИ был основан участниками группировки ЗИП в 2010 году и стал основой для появления Центра современного искусства «Типография».
«Кураторские курсы — Школа исследователей и организаторов» впервые прошли в 2019 году, их основная цель — повышение квалификации кураторов, работающих в области современного искусства.

#### Кинопрограмма
«Типография» развивает кинопрограмму с регулярными показами с 2018 года. Первыми были совместные показы с Garage Screen, кинопрограммой Музея современного искусства «Гараж» серии фильмов о современных художниках. Затем совместный фестиваль «Девичья сила» с Beat Film Festival, российский короткий метр о моде с Be in open и две программы в парке «Краснодар» с A-one летом 2019 года.
В Центре показывается то, что не дошло до Краснодарского проката, то, что интересно и важно в кино сегодня, фестивальные хиты и скромные и при этом важные фильмы, экспериментальное кино, картины, снятые художниками, о художниках и художественных практиках.
Миссия кинопрограммы — формировать культурную повестку и открывать для публики игровое кино не только как жанр развлечения, но и как повод для осмысления повседневности и разговора о ней. Задача проекта — дать возможность зрителям в Краснодаре увидеть кино о культурных феноменах и героях, которые им интересны и близки.

### Архивная деятельность
Архив ЦСИ «Типография» существует с 2019 года. Его основа — персональные досье художников, которые включают в себя биографические материалы, данные о выставках и других проектах, пресс-релизы, фотографии, интервью, публикации в прессе и многое другое. Архив охватывает период с 1970-х по настоящее время, в нём представлены материалы о деятельности Евгения Цея, Михаила Смаглюка, Владимира Мигачёва, Виктора Хмеля и Елены Суховеевой, Владимира Колесникова, Валерия Казаса, группировки ЗИП, Recycle Group, Людмилы Барониной и других художников. Архив является первой попыткой изучения и систематизации истории искусства Краснодара и края второй половины XX века.

## Закрытие
После вторжения России на Украину 24 февраля 2022 года «Типография» остановила работу над всеми проектами, анонсированными на год вперед, закрыла выставочное пространство и не проводила более публичных мероприятий — работали только благотворительные инициативы, библиотека, книжный магазин, кафе «Буфет» и коворкинг. 6 мая 2022 года Минюст РФ внес центр в список иноагентов, после чего организация прекратила свое существование.